# Le Sympathisant (roman)
Pour les articles homonymes, voir Le Sympathisant.
Le Sympathisant (titre original : The Sympathizer) est le premier roman de l'écrivain américano-vietnamien Viet Thanh Nguyen. Il a reçu le prix Pulitzer de la fiction 2016. 
Le roman se déroule entre le Vietnam et la Californie, de 1975 à 1980. Le narrateur anonyme est une taupe nord-vietnamienne dans l'armée sud-vietnamienne en exil aux Etats-Unis après la prise de Saïgon par les communistes.

## Résumé
Le roman est écrit sous la forme d'une confession que le narrateur écrit à un mystérieux « commandant » du fond d'une prison. Il commence dans les derniers jours de la guerre du Vietnam quand les communistes prennent Saïgon et que les Américains et leurs sympathisants tentent de s'enfuir. 
Le narrateur, un « capitaine » dont on ne connaitra jamais le nom, est l'aide de camp d'un « général », chef de la police secrète du Sud-Vietnam. Mais il est également un espion, un agent double communiste. De ses deux amis de lycée, avec lesquels il a passé un pacte de sang, l'un, Bon, est à la solde des Américains et fait partie du programme Phoenix de la CIA, alors que l'autre, Man, est son agent de liaison avec le Nord-Vietnam. 
Alors que le capitaine distribue les pots-de-vins pour que le général et sa famille puissent prendre l'avion pour les Etats-Unis dans un aéroport pris d'assaut par les fugitifs, il tente également de faire fuir Bon et sa famille alors que lui-même souhaite rester dans un Vietnam réunifié. Mais son agent de liaison lui demande de partir avec la communauté vietnamienne pour surveiller et rapporter leurs éventuelles activités contre-révolutionnaires. Alors que les avions décollent, la famille de Bon est tuée. 
Cette mission emmène notre narrateur à Los Angeles, aux Philippines pour participer au tournage d'un film sur la guerre du Vietnam puis au Vietnam. A Los Angeles, le narrateur trouve un emploi dans une université et devient l'amant de la secrétaire du département. Il travaille occasionnellement pour le général et sa femme « Madame ». Le premier a ouvert un magasin d'alcool, où Bon est employé, alors que la seconde tient un restaurant, ce qui leur permet de récolter des fonds pour monter une guérilla contre-révolutionnaire anti Vietcong.

## Distinctions
- 2016 : Prix Pulitzer de la fiction
- 2016 : Dayton Literary Peace Prize[2]
- 2016 : Carnegie Medal for Excellence in Fiction[3]
- 2016 : Prix Edgar Allan Poe
- 2015 : Center for Fiction First Novel Prize
- 2015 : Asian/Pacific American Award for Literature
- 2016 : PEN/Faulkner Award for Fiction (Finaliste)[4]
- 2017 : International Dublin Literary Award (Sélectionné)[5]
- 2017 : Prix du meilleur livre étranger[6]